# Simyo
Simyo è uno dei marchi di telefonia mobile della società nederlandese KPN.
Opera sotto questo nome come operatore mobile virtuale nel paese di origine, Germania, Belgio, Francia e Spagna.
KPN opera anche in altri paesi sotto altri nomi di marchi, tra i quali E-Plus e BASE.

## In Spagna
Il servizio, attualmente attivo, è stato lanciato sul mercato il 29 gennaio 2008, come operatore virtuale di rete mobile con la copertura di Orange España.
In Spagna gestiva anche i seguenti marchi, tra cui:
- Blau (marchio di KPN);
- Bankinter Móvil (operava come MVNE per la banca Bankinter);
- MundiMóvil (operava come MVNE);
- TalkOut / Euphony (operava come MVNE a Euphony, antico Affinalia).